# Quatuor à cordes no 2 de Koechlin
Pour les articles homonymes, voir Quatuor à cordes no 2.
Le Quatuor à cordes no 2, op. 57, est une œuvre de Charles Koechlin composée entre 1911 et 1915.

## Présentation
Le Quatuor à cordes no 2 est composé entre 1911 et août 1915, avec des esquisses du troisième mouvement qui remontent à 1902. L'œuvre consiste en un quatuor à cordes, écrit par Koechlin en grande partie en parallèle mais dans un style différent de son Premier Quatuor à cordes.
La partition est inédite à la publication et créée plusieurs années après la mort du compositeur, le 28 novembre 1987 à Lunebourg, en Allemagne, par l'Ensemble Charles Koechlin. 

## Structure
Le Quatuor à cordes no 2, d'une durée moyenne d'exécution d'une quarantaine de minutes environ, comprend quatre mouvements :
1. Adagio ;
2. Scherzo ;
3. Andante ;
4. Final : Allegro moderato.

En août et septembre 1926, Charles Koechlin réalise une orchestration du quatuor, qui sous cette forme devient sa Première symphonie, op. 57bis.
Le Quatuor à cordes no 2 porte lui le numéro d'opus 57 dans le catalogue des œuvres du compositeur.

## Discographie
- Charles Koechlin : Quatuors nos 1 et 2, Quatuor Ardeo, Ar Re-Se, 2006[3].